# Botmassa
De botmassa is het totaalgewicht van alle botten oftewel het skelet in een lichaam. Dit is dus wat anders dan de botdichtheid.
De botmassa wordt naast je geslacht, lengte, bouw en gewicht wel mede bepaald door de botdichtheid. 
Voor een volwassen vrouw ligt de botmassa normaal tussen de 9 en 11 kilogram. Voor een volwassen man ligt deze normaal tussen de 12 en 15 kilogram.
Bij leven kunnen zowel de botmassa als botdichtheid alleen door indirecte meetmethoden bepaald worden:

## Bepaling botmassa

### Wetenschappelijke formule
Na jarenlange wetenschappelijke studie op het lichaam van overleden mensen is men tot de volgende formule gekomen die redelijk nauwkeurig het botgewicht berekent. Deze houdt echter geen rekening met het geslacht: 
De botmassa is gelijk aan: (0,046 × lichaamslengte in cm) plus (0,036 × lichaamsgewicht in kilogram) min (0,012 × leeftijd in jaren) min 0,25 kg.

### Slimme weegschaal
Een 'slimme' weegschaal meet de impedantie van het lichaam en leidt hieruit het vet en water percentage af. In combinatie met het gemeten gewicht en ingevoerde gegevens wordt hieruit weer de botmassa berekent. Dit leidt veelal tot een veel te lage botmassa.   